# Slaterocoris mohri
Slaterocoris mohri är en insektsart som först beskrevs av Knight 1941.  Slaterocoris mohri ingår i släktet Slaterocoris och familjen ängsskinnbaggar. Inga underarter finns listade i Catalogue of Life.